# Печатка Канзасу

Велика печатка штату Канзас

Велика печатка штату Канзас (англ. Great Seal of the State of Kansas) — один з державних символів штату Канзас, США.

## Дизайн
На печатці зображено пейзаж із сонцем, що сходить. На задньому плані пароплав, що пливе річкою — символ торгівлі штату. Також на печатці зображено індіанців, що полюють на бізонів. Візок, що їде на захід, символізує американську експансію. На передньому плані зображено чоловіка, що оре поле — символ сільського господарства штату. Над пейзажем зображено 34 зірки, бо штат долучився до США саме 34-м, а вже над ними — девіз штату Ad Astra per Aspera (лат. «До зір крізь терня»).
Також печатка зображена на прапорі штату.

## Історія
Печатку штату створив Джон Інголс — сенатор з Атчинсону. Печатку було затверджено 25 травня 1861 року — саме цю дату зображено на самій печатці.